# Norton Knatchbull (1922-1943)
Norton Cecil Michael Knatchbull, 6e Baron Brabourne, (Londen, 11 februari 1922 — Bronzolo, 15 september 1943) was de zoon van Michael Knatchbull, 5e Baron Brabourne. Hij behoorde tot de Britse adel en was een Brits soldaat.
Norton Knatchbull werd geboren in 1922 als de zoon van Michael Knatchbull en diens vrouw Lady Doreen Browne. Hij kreeg les aan het Eton College en de Koninklijke Militaire Academie Sandhurst. Hij werd luitenant in het leger.
Hij werd in 1943 in de Tweede Wereldoorlog in Italië doodgeschoten. Zijn jongere broer, John Knatchbull, volgde hem op als Baron Brabourne.